# 262876 Davidlynch
262876 Davidlynch este o planetă minoră (asteroid) din centura de asteroizi. A fost descoperită pe 21 ianuarie 2007 la Nogales de Jean-Claude Merlin⁠(d). 
Obiectul prezintă o orbită caracterizată de o semiaxă mare de 2,6390578733827 UAi, o excentricitate de 0,1, o înclinație de 11,9 ° în raport cu ecliptica.